# 페널티킥

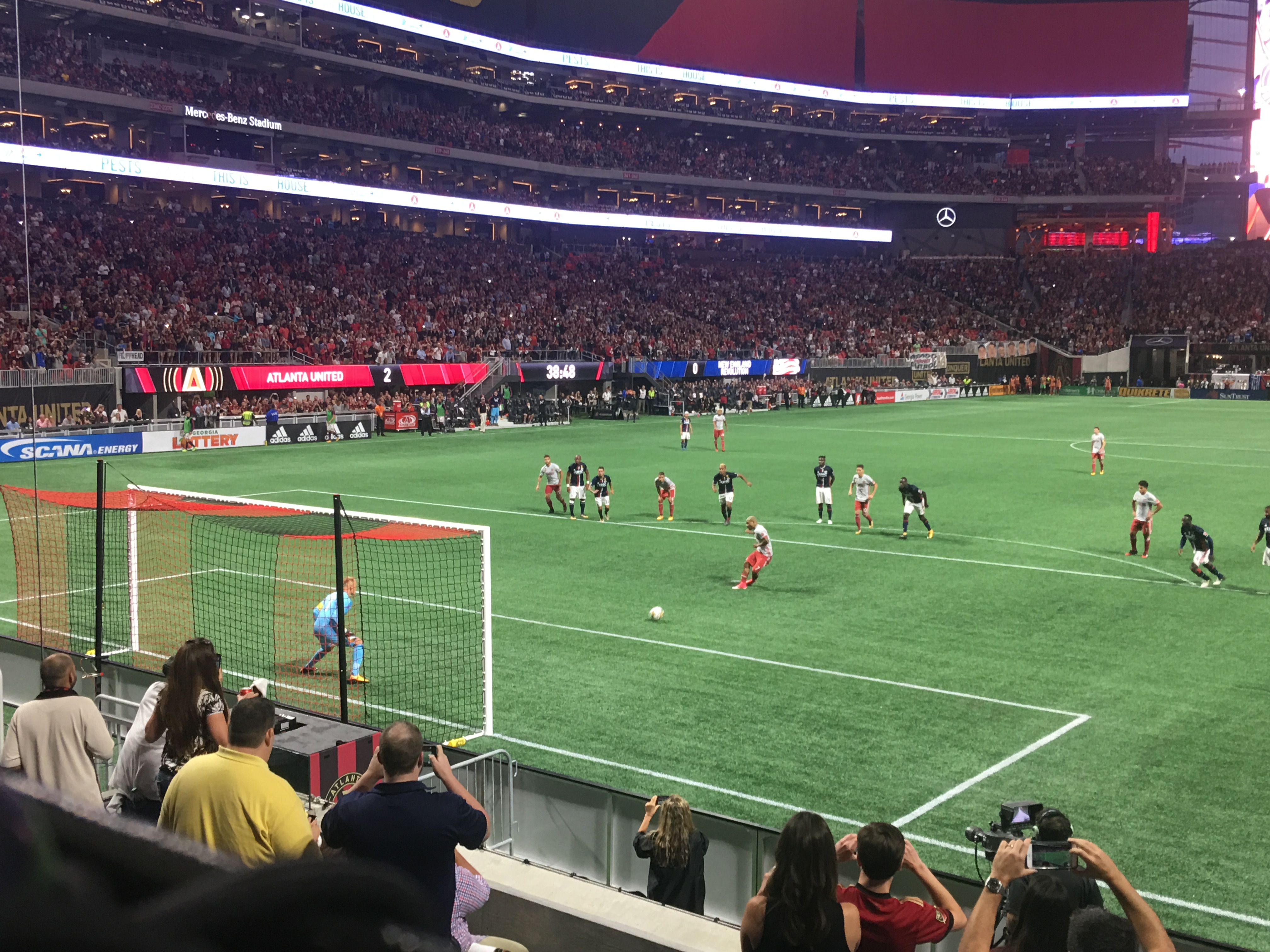
애틀랜타 유나이티드 FC의 호세프 마르티네스가 뉴잉글랜드 레벌루션을 상대로 페널티킥을 차고 있다.

페널티킥(penalty kick, 문화어: 11미터벌차기, 페널티 또는 스폿킥)은 축구에서 플레이어가 상대 팀의 골키퍼만이 수비하는 골문에 단독으로 슈팅을 할 수 있도록 허용되는 경기 재개 방식이다. 이는 선수가 자신의 페널티 에어리어 내에서 직접 프리킥에 해당하는 반칙을 저질렀을 때 주어진다. 슈팅은 골라인에서 11미터(12야드) 떨어져 있고 터치 라인 사이에 중앙에 위치한 페널티 스폿에서 이루어진다.

## 절차
볼은 페널티 에어리어 내에서 파울이 발생한 위치에 관계없이 페널티 스폿에 놓인다. 킥을 하는 플레이어는 심판에게 확인되어야 한다. 키커와 수비 팀의 골키퍼만이 페널티 에어리어 내에 있을 수 있으며, 다른 모든 플레이어는 경기장 내, 페널티 에어리어 밖, 페널티 마크 뒤, 그리고 페널티 마크에서 최소 9.15m(10야드) 떨어져 있어야 한다(이 거리는 페널티 아크로 표시된다). 골키퍼는 공이 차기 전에 움직일 수 있지만, 골대와 크로스바, 골망에 닿지 않고 골대 사이의 골라인에 서서 키커를 향해야 한다. 킥을 하는 순간, 골키퍼는 발의 일부가 골라인에 닿아 있거나 골라인과 일직선상에 있어야 한다. 페널티킥이 진행되는 골라인을 담당하는 부심은 페널티 에어리어와 골라인의 교차점에 위치하며, 심판의 반칙 감지 및 득점 여부 판정을 돕는다.
심판은 페널티킥이 진행될 수 있음을 알리기 위해 호루라기를 분다. 페널티 키커는 호루라기가 불기 전에 공을 찰 수 없다. 키커는 공으로 달려가는 동안 속임수(속이거나 방해하는) 동작을 할 수 있지만, 달려가는 것이 완료되면 할 수 없다. 킥과 키커의 마지막 스텝은 움직이는 상태여야 한다. 공은 킥하기 전에 정지 상태여야 하며, 앞으로 차야 한다. 공은 차고 움직이는 순간 인플레이 상태가 되며, 이때 다른 선수들은 페널티 에어리어와 페널티 아크로 들어갈 수 있다. 키커는 공이 상대 팀 선수에게 닿거나 경기장 밖으로 나가기 전(골로 들어가는 경우 포함)에는 공을 두 번 터치할 수 없다. 공이 골키퍼에게 닿지 않고 골대나 크로스바를 맞고 튀어나와 인플레이 상태가 되면 키커는 다시 터치할 수 없다.

## 반칙
페널티킥 중 경기 규칙을 위반하는 경우, 가장 흔하게는 페널티 에어리어에 불법적으로 들어가는 경우, 심판은 공이 골에 들어갔는지 여부와 어느 팀이 반칙을 저질렀는지 모두 고려해야 한다. 양 팀이 반칙을 저지르면 재킥이 이루어진다.
| 킥 결과                             | 위반 없음 | 공격팀만 위반 | 수비팀만 위반 |
| ----------------------------------- | --------- | ------------- | ------------- |
| 골에 들어감                         | 골        | 재킥          | 골            |
| 직접 아웃됨                         | 골킥      | 골킥          | 재킥          |
| 골대/골키퍼로부터 튀어나와 인플레이 | 경기 계속 | 간접 프리킥   | 재킥          |
| 골키퍼에게 막혀 잡힘                | 경기 계속 | 경기 계속     | 재킥          |
| 골키퍼에 의해 밖으로 굴절됨         | 코너킥    | 간접 프리킥   | 재킥          |

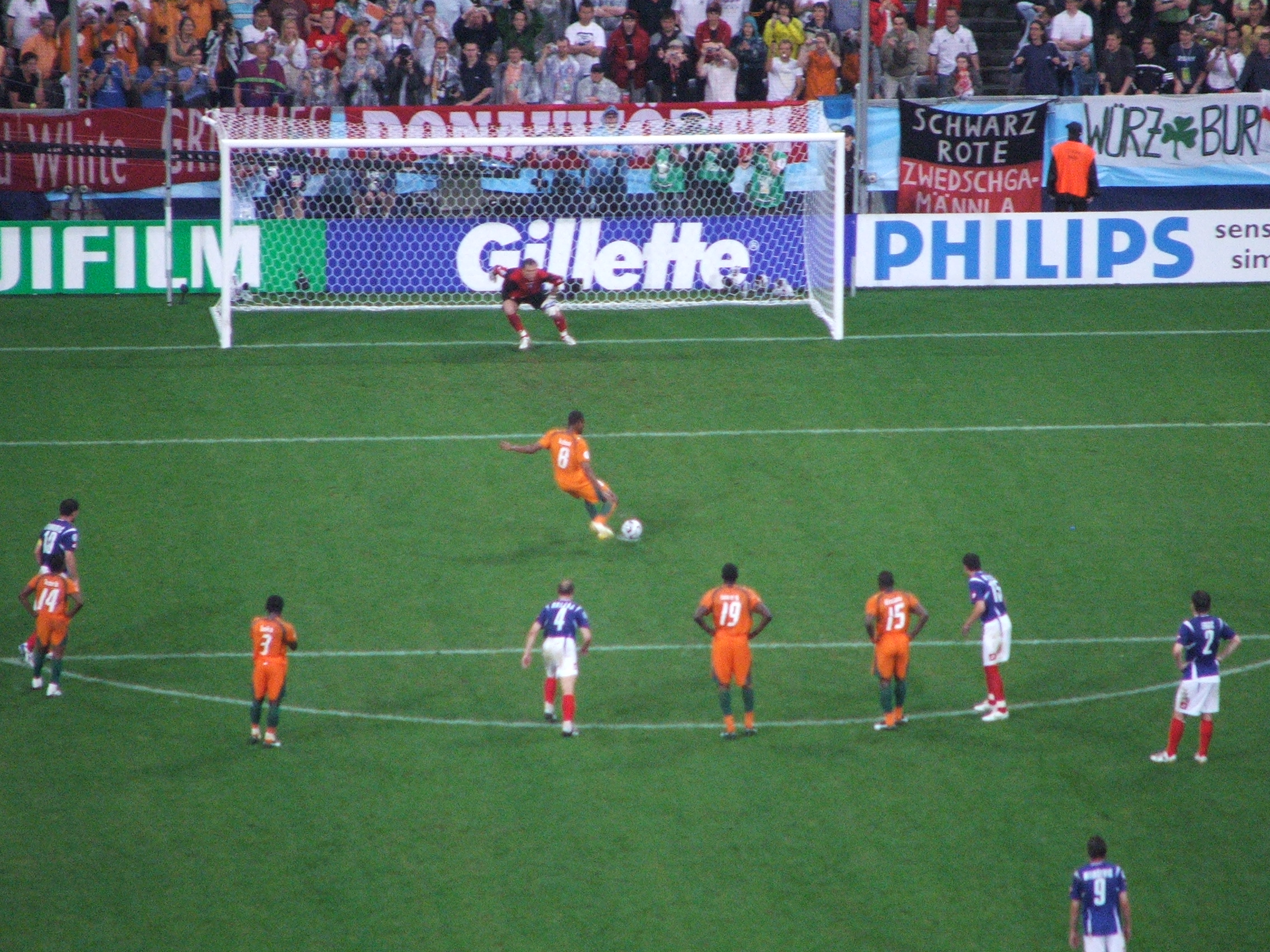
보나방튀르 칼루가 페널티킥을 차고 있다.

키커 팀이 저지른 다음 반칙은 킥 결과와 관계없이 수비 팀에게 간접 프리킥을 제공한다.
- 지정된 키커의 팀원이 대신 공을 차는 경우 (킥을 한 선수는 경고를 받는다)
- 키커가 달려가는 끝에 공을 차는 척하는 경우 (키커는 경고를 받는다)
- 킥이 앞으로 나가지 않는 경우
- 키커가 다른 선수에게 닿기 전에 공을 두 번째 터치하는 경우 (골대나 크로스바에 맞고 튀어나오는 경우 포함)

페널티킥 중에 선수가 반복적으로 규칙을 위반하는 경우, 심판은 지속적인 위반에 대해 선수에게 경고를 줄 수 있다. 킥 전에 발생하는 모든 반칙은 반칙의 위치에 관계없이 이러한 방식으로 처리될 수 있다.
공이 킥으로부터 앞으로 나아가면서 외부 요원(즉, 경기장에 이질적인 물체)에 닿으면 킥은 다시 시작된다.

## 탭 페널티
두 명의 선수가 참여하는 페널티, 즉 "탭" 페널티는 키커가 골을 향해 직접 슈팅하는 대신 공을 살짝 앞으로 쳐서 팀원이 달려와 슈팅하거나 패스할 수 있도록 하는 방식이다. 제대로 실행된다면 키커가 골을 향해 슈팅할 의무가 없고 공을 앞으로 차기만 하면 되므로 합법적인 플레이이다. 이 전략은 요소의 놀라움에 크게 의존한다. 즉, 골키퍼가 키커가 실제로 슈팅할 것이라고 믿게 한 다음, 반응하여 다이빙하거나 한쪽으로 움직여야 한다. 그런 다음 키커의 팀원이 수비수들보다 먼저 공에 도달하고, 그 팀원이 무방비 상태의 골대 측면에 슈팅을 할 수 있을 만큼 충분히 오랫동안 골키퍼가 제 위치를 벗어나 있어야 한다.
기록된 최초의 탭 페널티는 1957년 5월 1일 포르투갈을 상대로 북아일랜드의 지미 맥일로이와 대니 블랜치플라워가 시도했다. 또 다른 시도는 1957년 6월 5일 벨기에와 아이슬란드 간의 월드컵 예선 경기에서 릭 코펜스와 앙드레 피터스가 시도했다. 1964년에는 플리머스 아가일 소속의 마이크 트레빌콕과 존 뉴먼이 또 다른 시도를 했다. 1982년 요한 크라위프는 아약스 팀 동료 예스페르 올센에게 패스했고, 올센은 다시 패스하여 크라위프가 골을 넣을 수 있게 했다.
아스널 선수 티에리 앙리와 로베르 피레스는 2005년 하이베리에서 맨체스터 시티와의 프리미어리그 경기에서 비슷한 페널티 시도를 실패했다. 피레스는 킥을 차러 달려들었고, 달려오는 앙리에게 패스하려고 했으나 미스킥으로 공이 거의 움직이지 않았다. 공을 살짝 건드렸기 때문에 다시 만질 수 없었고, 맨체스터 시티 수비수 실뱅 디스탱이 앙리가 슈팅하기 전에 공을 걷어냈다.
리오넬 메시는 2016년 2월 14일 리그 상대 셀타 비고를 상대로 루이스 알베르토 수아레스의 해트트릭을 완성시키기 위해 수아레스에게 페널티를 탭했다.

## 선방 전술

### "키커 "읽기"

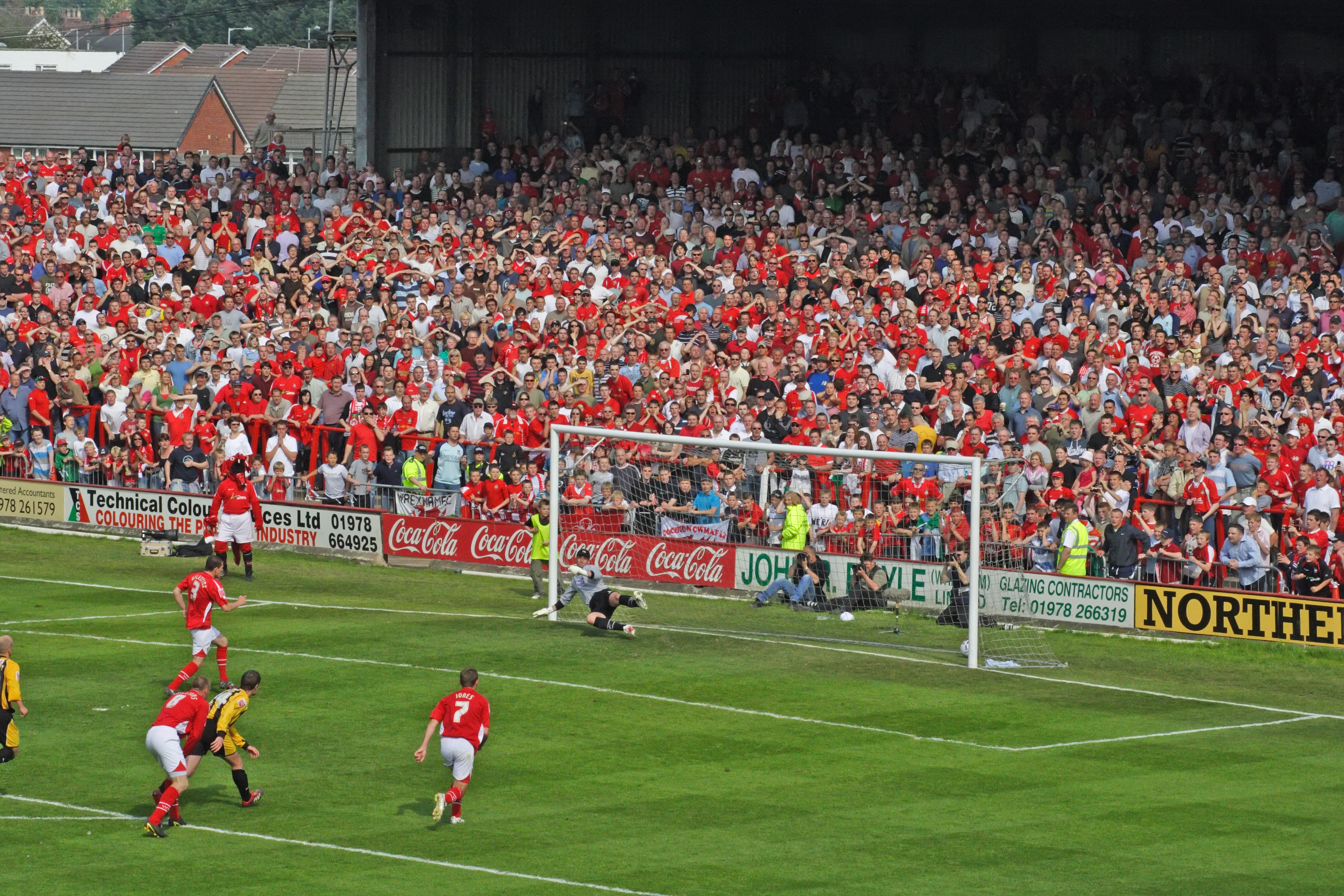
라이언 발렌타인 (빨간색, 3번)이 페널티를 득점하고 있다.

페널티킥 방어는 골키퍼가 직면할 수 있는 가장 어려운 임무 중 하나이다. 페널티 지점과 골대 사이의 거리가 짧기 때문에 슈팅에 반응할 시간이 매우 적다. 이 때문에 골키퍼는 보통 공이 실제로 차기 전에 다이빙을 시작한다. 사실상 골키퍼는 슈팅이 어디로 향할지에 대한 최상의 예측에 따라 행동해야 한다. 일부 골키퍼는 미리 어느 방향으로 다이빙할지 결정하여 제때 다이빙할 좋은 기회를 얻는다. 다른 골키퍼는 키커의 움직임 패턴을 읽으려 노력한다. 반면에 키커는 골키퍼를 속이기 위해 종종 속임수를 쓰고 비교적 느린 슈팅을 선호한다. 잠재적으로 가장 효과적인 접근 방식은 높고 중앙으로 슈팅하는 것이다. 즉, 골키퍼가 비울 공간으로 슈팅하는 것이지만, 이는 또한 크로스바 위로 슈팅하거나 심지어 골대를 맞힐 위험도 가장 높다.
슈터가 공에 접근할 때 골키퍼는 슈터의 움직임을 "읽고" 공이 어디로 갈지 결정하는 데 찰나의 순간밖에 없다. 만약 예측이 정확하다면 페널티 실축으로 이어질 수 있다. 스테아우아 부쿠레슈티의 골키퍼 헬무트 두카담은 1986년 유러피언컵 결승전에서 바르셀로나를 상대로 기록적인 4개의 페널티를 연속으로 막아냈다. 그는 세 번은 오른쪽으로, 네 번째는 왼쪽으로 다이빙하여 모든 페널티를 막아내 팀의 승리를 확정했다.

### 키커의 과거 기록 활용
골키퍼는 슈터의 과거 행동에 대한 지식에 의존하여 결정을 내릴 수도 있다. 이에 대한 예로는 전 네덜란드 국가대표팀 골키퍼 한스 판 브뢰켈런이 있는데, 그는 항상 상대 페널티 전문가에 대한 모든 정보가 담긴 카드 상자를 가지고 있었다. 2010년 FIFA 월드컵 예선 에콰도르와 아르헨티나 간의 경기에서 카를로스 테베스의 페널티를 막아낸 에콰도르 골키퍼 마르셀로 엘리자가는 자신이 테베스의 몇몇 페널티킥을 연구했으며 그가 골키퍼의 왼쪽으로 찰 것이라고 예상했다고 밝혔다. 다른 두 가지 사례는 2006년 FIFA 월드컵에서 발생했다.
- 포르투갈 국가대표팀 골키퍼 히카르두는 잉글랜드와의 8강전에서 4개의 페널티 중 3개를 막아냈다.
- 아르헨티나와 독일 간의 8강전 또한 승부차기로 이어졌는데, 독일 골키퍼 옌스 레만은 각 아르헨티나 선수가 페널티킥을 차러 나오기 전에 양말에 넣어둔 종이 조각을 보는 모습이 포착되었다. 레만은 아르헨티나 팀 7명의 선수의 페널티 습관을 조사했다. 그러나 그의 목록에 있는 선수 중 두 명만이 그날 페널티를 찼다. 이 두 선수의 시도에서 레만은 한 번은 막아냈고 다른 한 번은 거의 막아낼 뻔했다. 그는 에스테반 캄비아소의 킥에 대해서는 목록에 정보가 없었으므로 추측해야 했다. 그러나 그는 자신이 연구한 비디오에서 교육받은 추측을 도출하고 종이 조각을 읽는 척하며 고개를 끄덕인 후 집어넣어, 캄비아소에게 자신이 키커에 대한 정보가 있다는 것을 암시했다. 레만은 정확하게 추측하여 페널티를 막아냈고, 독일에게 승부차기 승리를 안겨주었다.[6] "레만의 목록"은 독일 축구 역사에서 너무나 유명해져 현재 하우스 데어 게슈히테 박물관에 소장되어 있다.

이러한 접근 방식이 항상 성공적인 것은 아니다. 선수는 골키퍼가 자신의 킥에 대한 지식을 얻는 것을 목격한 후 선호하는 지점에서 의도적으로 변경할 수 있다. 대부분의 경우, 특히 아마추어 축구에서는 골키퍼가 종종 추측해야 한다. 게임 이론적 연구에 따르면 페널티 키커와 골키퍼 모두 상대방이 자신의 예측 가능성을 이용하는 것을 피하기 위해 정확한 방식으로 전략을 무작위화해야 한다.

### 교란
골키퍼는 페널티 키커의 성공에 대한 기대감이 높아 압박감을 더 많이 받으므로 실수에 취약하게 만들기 위해 페널티 키커를 방해하려고 시도할 수도 있다. 예를 들어, 2008년 UEFA 챔피언스리그 결승전에서 맨체스터 유나이티드와 첼시의 경기에서 유나이티드 골키퍼 에드빈 판 데르 사르는 니콜라 아넬카가 승부차기에서 슛을 차려고 나섰을 때 자신의 왼쪽을 가리켰다. 이는 첼시의 모든 페널티가 왼쪽으로 향했기 때문이었다. 아넬카의 슛은 대신 판 데르 사르의 오른쪽으로 향했고, 이는 선방되었다. 리버풀 골키퍼 브루스 그로벨라르는 1984년 유러피언컵에서 로마를 꺾고 우승하는 데 도움이 된 "스파게티 다리" 트릭이라는 선수들을 방해하는 방법을 사용했다. 이 전술은 리버풀 골키퍼 예지 두데크에 의해 2005년 UEFA 챔피언스리그 결승전에서도 모방되었고, 리버풀은 이 경기에서도 밀란을 꺾고 우승했다.
페널티를 막는 불법적인 방법은 골키퍼가 페널티 키커가 공과 연결하기 직전에 빠르고 짧게 앞으로 점프하는 것이다. 이는 슛 각도를 좁힐 뿐만 아니라 페널티 키커를 혼란스럽게 한다. 이 방법은 브라질 골키퍼 클라우지우 타파레우가 사용했다. FIFA는 당시 이 규칙에 대해 덜 엄격했다. 최근 FIFA는 모든 심판에게 규칙집을 엄격히 준수할 것을 권고했다.
마찬가지로, 골키퍼는 신발을 닦거나, 공이 제대로 놓였는지 심판에게 확인을 요청하는 등 시간을 끄는 전술을 사용하여 페널티를 지연시킬 수도 있다. 이 방법은 페널티 키커에게 더 많은 압박감을 주지만, 골키퍼는 처벌을 받을 위험이 있으며, 가장 가능성이 높은 것은 옐로카드이다.
골키퍼는 페널티가 차기 전에 키커에게 말을 걸어 주의를 산만하게 할 수도 있다. 네덜란드 국가대표팀 골키퍼 팀 크륄은 2014년 FIFA 월드컵 8강전 코스타리카와의 승부차기에서 이 기술을 사용했다. 코스타리카 선수들이 킥을 준비하는 동안, 크륄은 그들에게 "어디로 페널티를 넣을지 안다"고 말하며 "그들의 머릿속에 들어가기" 위함이었다. 그 결과 그는 두 번의 페널티를 막아냈고 네덜란드는 승부차기에서 4-3으로 승리했다.
아르헨티나 골키퍼 에밀리아노 마르티네스는 승부차기에서 심리전을 사용하는 것으로 유명하며, 특히 2021년 코파 아메리카 준결승에서 콜롬비아 선수들이 페널티를 차러 나설 때 그들에게 말을 걸고, 오렐리앵 추아메니가 2022년 FIFA 월드컵 결승전에서 슛을 차려고 할 때 공을 던져버리는 등의 행동을 보였다.
골키퍼가 키커의 성공 확률을 줄이기 위해 사용하는 전술은 다음과 같다.
- 키커를 시각적으로 방해하기 (예: 손가락으로 가리키기, 제스처)
- 키커를 언어적으로 짜증나게 하거나 도발하기
- 키커에게 신체적으로 대항하기
- 키커를 지연시키기 (예: 골키퍼가 킥을 위해 자리를 잡는 데 오랜 시간을 소요하기)

### 선방 통계
일부 골키퍼들은 페널티킥을 막는 능력으로 잘 알려져 있다. 그러한 골키퍼 중 한 명은 지에구 아우베스로, 49%의 높은 선방 성공률을 자랑한다. 높은 선방률을 기록한 다른 골키퍼로는 클라우디오 브라보, 케빈 트라프, 사미르 한다노비치, 잔루이지 부폰, 팀 크륄, 다니옐 수바시치, 세르히오 고이코체아, 세르히오 로메로, 마누엘 노이어 등이 있다.

## 득점 통계
골키퍼가 슈팅을 막아내는 데 성공하더라도, 공은 페널티 키커나 다른 팀원에게 다시 튀어 나와 다른 슈팅 기회를 줄 수 있으며, 골키퍼는 종종 두 번째 선방을 하기에 좋지 않은 위치에 있게 된다. 이는 페널티킥을 막는 것을 더 어렵게 만든다. 이는 단일 슈팅만 허용되는 승부차기에서는 문제가 되지 않는다.
페널티킥은 성공할 가능성이 높지만, 실축하는 경우도 드물지 않다. 예를 들어, 2005-06 잉글랜드 프리미어리그 시즌 동안 시도된 78개의 페널티킥 중 57개가 골로 연결되어 거의 30%의 페널티가 성공하지 못했다.
16년 동안 독일 분데스리가의 페널티 통계를 연구해 온 독일 교수는 그 16년 동안 모든 페널티 중 76%가 골로 연결되었고, 골대의 상단 절반으로 향한 슈팅의 99%가 골로 연결되었다고 밝혔다. 비록 골대의 상단 절반은 조준하기 더 어려운 목표이긴 하지만 말이다. 분데스리가의 페널티킥 전환율은 1963/1964년부터 2003/2004년까지의 모든 페널티킥을 고려했을 때 74.25%였다. 2008/2009년부터 2021/2022년까지 유럽 각 리그의 전환율은 더 높았다(프리메라 디비시온의 76.5%부터 에레디비시의 79.8%까지). 선수 경력 동안 이탈리아 공격수 로베르토 바조는 두 번이나 그의 슛이 크로스바 상단을 맞고 아래로 튕겨져 나와 골키퍼를 맞고 골라인을 넘어 득점으로 연결되는 경우가 있었다.

## 페널티킥이 주어지는 반칙
페널티킥은 공이 인플레이 상태일 때(공은 반칙 발생 시점에 인플레이 상태여야 하지만, 그 시점에 페널티 에어리어 내에 있을 필요는 없다) 선수가 자신의 페널티 에어리어 내에서 직접 프리킥에 해당하는 반칙을 저지른 경우에 주어진다. 여기에는 다음이 포함된다.
- 핸드볼 (골키퍼에 의한 핸들링 반칙 제외)[18]
- 다음 중 상대방에 대한 반칙으로, 심판이 부주의하거나, 무모하거나, 과도한 힘을 사용했다고 판단하는 경우:[18]
  - 차징
  - 점프하여 부딪힘
  - 차거나 차려 함
  - 밀침
  - 때리거나 때리려 함 (헤딩 포함)
  - 태클하거나 도전함
  - 넘어뜨리거나 넘어뜨리려 함
- 상대방을 잡는 행위[19]
- 접촉을 통해 상대방을 방해하는 행위[19]
- 누군가를 물거나 침을 뱉는 행위[19]
- 공, 상대방 또는 경기 심판에게 물체를 던지거나, 손에 든 물체로 공에 접촉하는 행위 (반칙의 위치는 물체가 사람이나 공에 부딪혔거나 부딪혔을 것으로 예상되는 위치, 또는 경기장 밖이라면 가장 가까운 경계선으로 간주된다).[19]
- 팀 동료, 교체 선수, 교체된 선수 또는 퇴장된 선수, 팀 관계자 또는 경기 심판에 대한 신체적 반칙[20]
- 경기장에 재진입하기 위해 심판의 허가가 필요한 선수, 교체 선수, 교체된 선수 또는 퇴장된 선수, 또는 팀 관계자가 심판의 허가 없이 경기장에 진입하여 플레이를 방해하는 경우[21] (이 반칙의 드문 예는 2019년 10월 홀슈타인 킬과 VfL 보훔 간의 경기에서 발생했다. 킬의 교체 선수 미하엘 에베르바인은 자신의 팀 골라인 뒤에서 몸을 풀다가 공이 아웃되기 전에 공을 찼다. 심판은 VAR 검토 후 보훔에게 페널티를 주었다.)[22][23]
- 경기장에 재진입하기 위해 심판의 허가가 필요한 선수, 교체 선수, 교체된 선수 또는 퇴장된 선수, 또는 팀 관계자가 심판의 허가 없이 경기장에 있는 동안 해당 선수의 팀이 골을 득점하는 경우 (골은 무효화된다. 반칙의 위치는 무효화된 골이 득점된 시점의 위반자의 위치로 간주된다).[24]
- 경기장을 임시로 벗어나 있던 선수, 교체 선수, 교체된 선수 또는 퇴장된 선수, 또는 팀 관계자가 경기장으로 물체를 던지거나 차서, 그 물체가 경기, 상대방 또는 경기 심판을 방해하는 경우 (반칙의 위치는 던지거나 찬 물체가 경기를 방해했거나 상대방, 경기 심판 또는 공에 부딪혔거나 부딪혔을 것으로 예상되는 위치로 간주된다).[25]

페널티킥은 또한 공이 인플레이 상태일 때 선수, 교체 선수, 교체된 선수, 퇴장된 선수 또는 팀 관계자가 경기 심판 또는 상대 선수, 교체 선수, 교체된 선수, 퇴장된 선수 또는 팀 관계자에게 경기장 밖에서 직접 프리킥에 해당하는 반칙을 저지른 경우에도 주어진다. 단, 반칙이 발생한 위치에서 가장 가까운 경계선이 반칙을 한 팀의 페널티 에어리어 내에 있어야 한다.

## 역사

### 초기 제안
1863년의 초기 경기 규칙에는 규칙 위반에 대한 명확한 처벌이 없었다. 1872년에는 공의 불법적인 핸들링에 대한 처벌로 간접 프리킥이 도입되었으며, 이는 나중에 다른 반칙으로 확대되었다. 이 간접 프리킥은 거의 확실한 골을 막는 핸드볼에 대한 부적절한 해결책으로 여겨졌다. 그 결과, 1882년에는 상대방의 핸드볼로 득점을 막은 팀에게 골을 인정하는 법이 도입되었다. 이 법은 1883년 폐지되기 전까지 한 시즌만 지속되었다.
폐지된 한 가지 가능한 이유는 당시 심판의 부정확성을 고려할 때 너무 가혹하다고 여겨졌기 때문이다. 또 다른 가능성은 간접 프리킥이 대부분의 핸드볼 반칙에 대한 충분한 처벌로 여겨졌기 때문에 단순히 필요하다고 생각되지 않았기 때문이다.

### 페널티킥의 도입

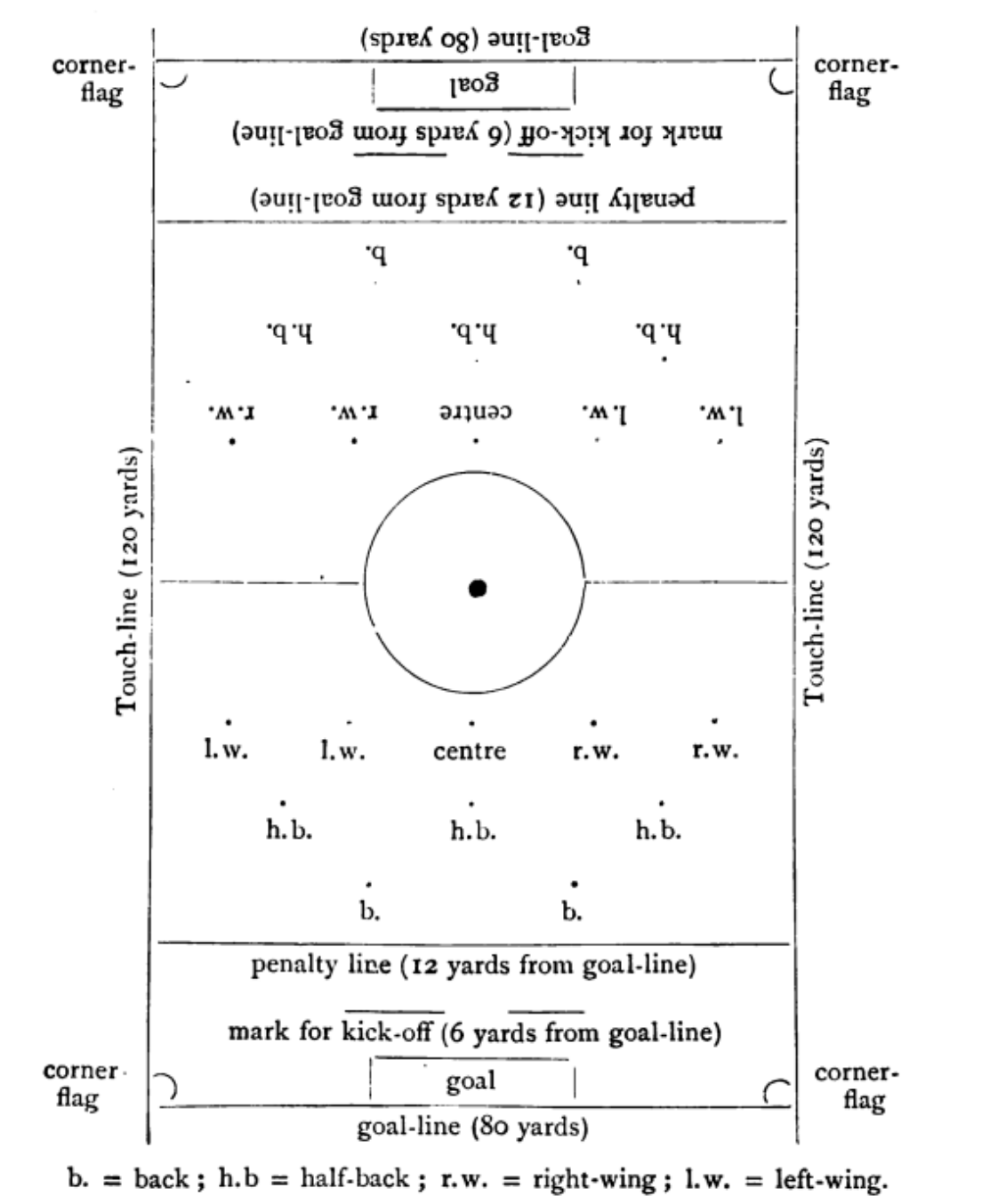
1891년에 처음 도입되었을 때, 페널티는 골라인에서 이내의 반칙에 대해 주어졌다.

페널티킥의 발명은 1890년 아마 주 밀포드의 골키퍼이자 사업가였던 윌리엄 맥크럼에게 공로가 있다. 아일랜드 축구 협회는 국제 축구 평의회의 1890년 회의에서 이 아이디어를 제출했지만, 1891년 다음 회의까지 보류되었다.
1890-91 시즌의 두 가지 사건은 페널티킥 도입 논의에 더욱 힘을 실어주었다. 1890년 12월 20일, 스코티시컵 8강전 이스트 스털링셔와 하트 오브 미들로디언 경기에서 제임스 애덤스가 크로스바 아래에서 공을 손으로 쳐냈다. 그리고 1891년 2월 14일, FA컵 8강전 노츠 카운티와 스토크 시티 경기에서 노츠 카운티 선수가 명백한 골라인 핸드볼을 범했다.

마침내 많은 논쟁 끝에 국제 축구 평의회는 1891년 6월 2일 이 아이디어를 승인했다. 페널티킥 규칙은 다음과 같았다: 
만약 어떤 선수가 고의로 상대 선수를 넘어뜨리거나 잡거나, 고의로 공을 다루는 경우, 자신의 골라인에서 twelve 야드 [11 m] 이내에서 발생했다면, 심판은 항의에 따라 상대 팀에게 페널티킥을 허용해야 한다. 페널티킥은 골라인에서 twelve 야드 [11 m] 떨어진 어느 지점에서든 다음과 같은 조건하에 차야 한다.— 페널티킥을 차는 선수와 상대 골키퍼 (골라인에서 six 야드 [5.5 m] 이상 전진하지 않아야 함)를 제외한 모든 선수들은 공 뒤로 최소 six 야드 [5.5 m] 서 있어야 한다. 공은 킥이 차일 때 인플레이 상태여야 하며, 페널티킥으로 골이 득점될 수 있다.

이 원본 1891년 규칙과 오늘날의 페널티킥 규칙 사이의 몇 가지 주목할 만한 차이점은 다음과 같다.
- 골라인에서 12 야드 (11 m) 이내에서 발생한 반칙에 대해 주어졌다(페널티 에어리어는 1902년까지 도입되지 않았다).
- 골라인에서 12 야드 (11 m) 떨어진 선을 따라 어느 지점에서든 찰 수 있었다(페널티 스폿 또한 1902년까지 도입되지 않았다).
- 항의 후에만 주어졌다.
- 드리블에 대한 제한이 없었다.
- 공을 어떤 방향으로든 찰 수 있었다.
- 골키퍼는 골라인에서 최대 6 야드 (5.5 m)까지 전진할 수 있었다.

세계 최초의 페널티킥은 스코틀랜드 축구 협회에 의해 규칙이 변경되고 도입된 지 불과 5일 만에 주어졌다. 1891년 6월 6일, 에어드리오니언스의 당시 홈구장인 마비스뱅크 공원에서 에어드리에 채리티컵 결승전에서 에어드리오니언스가 로열 앨버트를 상대로 15분 만에 페널티킥을 얻었고, 결국 앨버트 골키퍼를 넘어 골을 성공시켰다. 잉글리시 풋볼 리그의 첫 페널티킥은 1891년 9월 14일 몰리뉴 스타디움에서 울버햄프턴 원더러스와 애크링턴의 경기에서 울버햄프턴 원더러스에게 주어졌다. 페널티는 빌리 히스가 차서 성공시켰고 울버햄프턴은 5-0으로 경기를 이겼다.

### 그 후의 발전

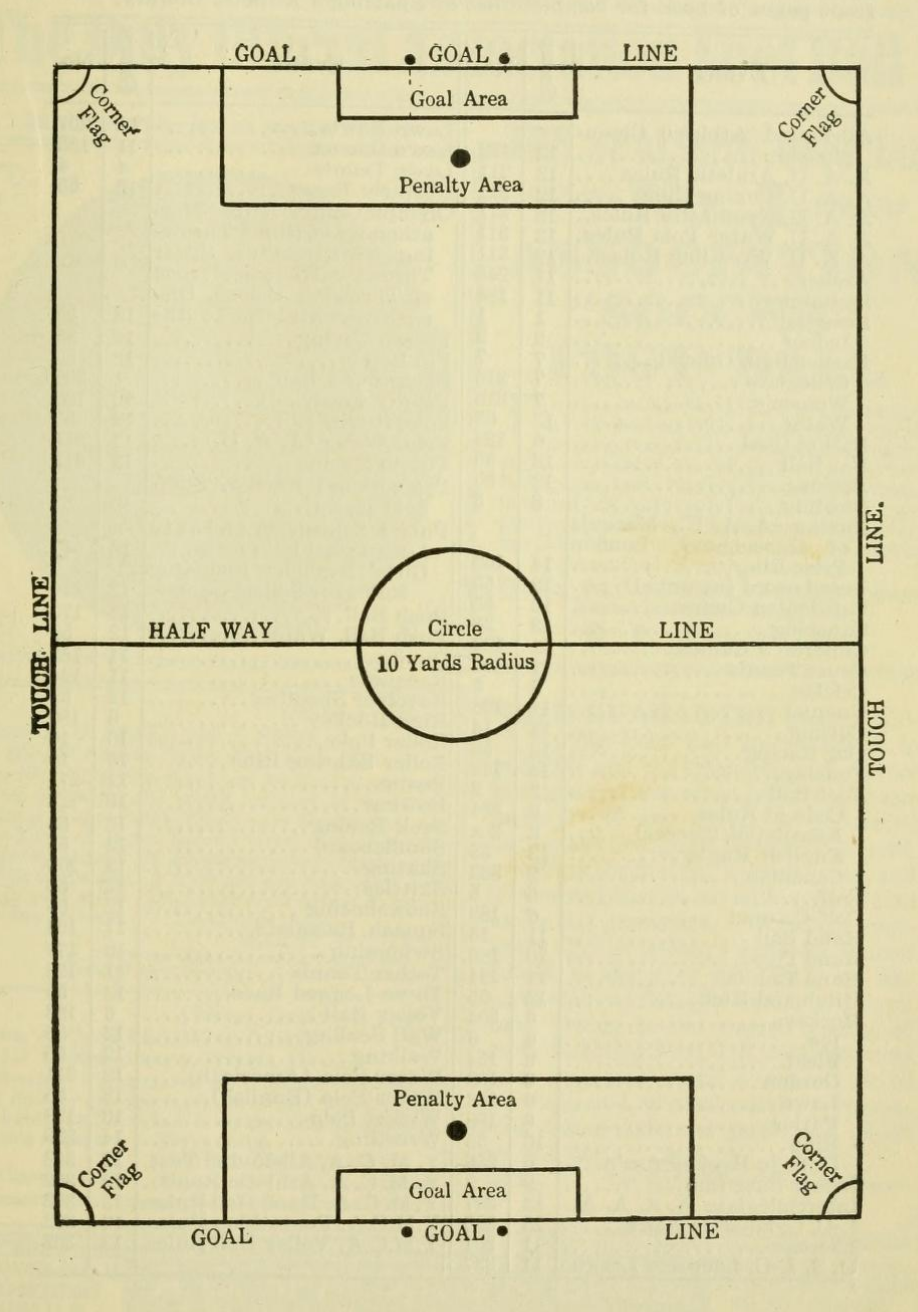
1902년의 법규는 현대의 페널티 에어리어와 페널티 스폿을 도입했다.

1892년, 페널티킥을 차는 선수는 공이 다른 선수에게 닿기 전에 다시 공을 차는 것이 금지되었다. 또한 "필요한 경우, 페널티킥을 차기 위해 경기 시간이 연장되어야 한다"는 조항이 추가되었다.
1896년에는 공을 앞으로 차야 했고, 항의 요구 사항이 삭제되었다.
1902년에는 현재의 크기(골대에서 18 야드 (16 m) 연장된 직사각형)를 가진 페널티 에어리어가 도입되었다. 또한 골에서 12 야드 (11 m) 떨어진 페널티 스폿도 도입되었다. 다른 모든 선수들은 페널티 에어리어 밖에 있어야 했다.
1905년에는 골키퍼가 골라인에 머물러야 했다.
1923년에는 다른 모든 선수들이 페널티 지점에서 최소 10 야드 (9.15 m) 떨어져 있어야 했다(페널티 에어리어 밖에 있는 것 외에도). 이 변경은 수비수들이 페널티킥을 차는 선수를 방해하기 위해 페널티 에어리어 가장자리에 늘어서는 것을 막기 위해 이루어졌다.

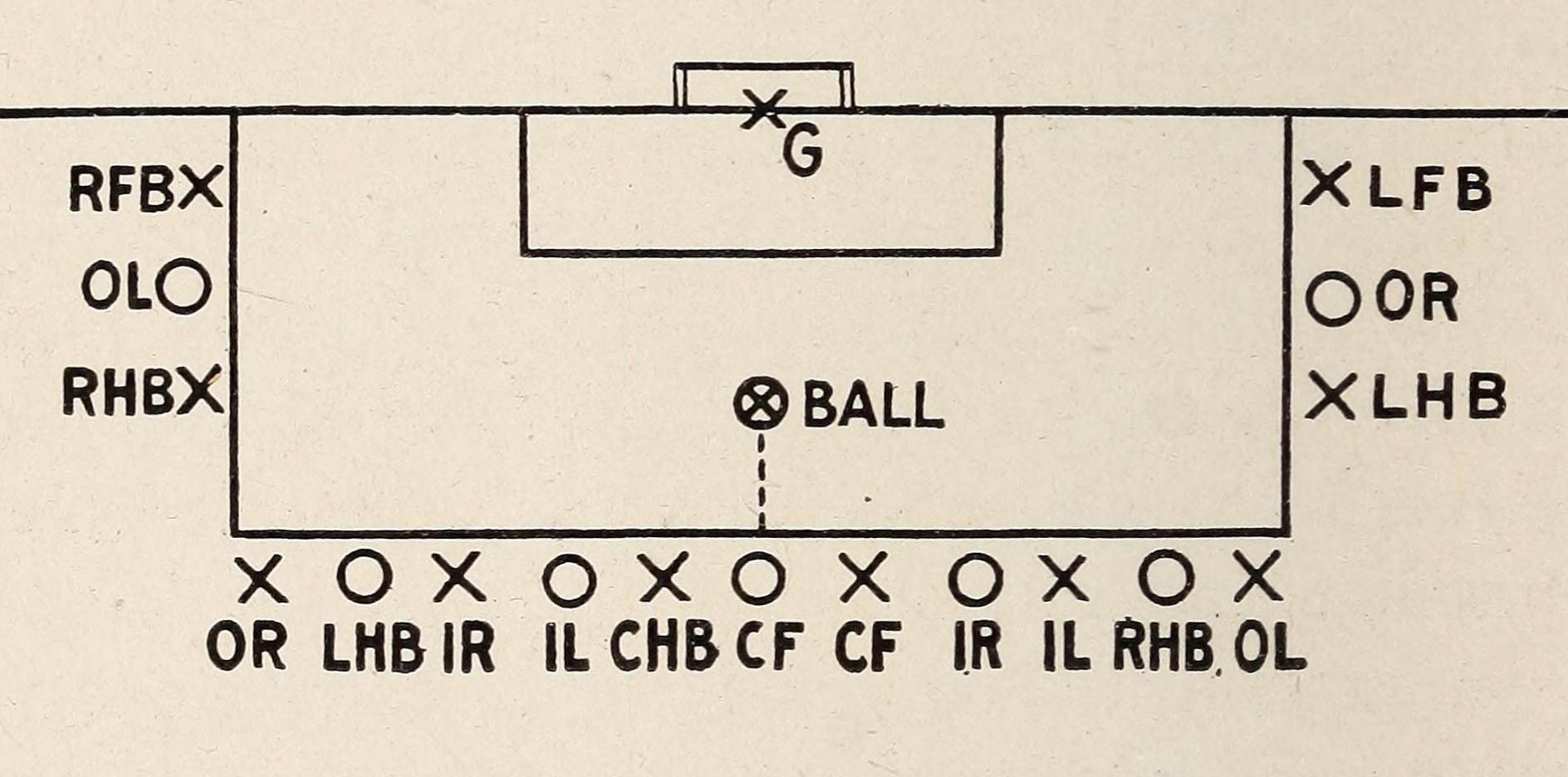
페널티킥 시 선수의 배치 (1923년), 1923년 이전의 법규를 반영함

1930년에 법규에 각주가 추가되었는데, "골키퍼는 페널티킥이 차일 때까지 발을 움직여서는 안 된다"고 명시되어 있었다.
1937년에는 경기장 표시에 아크(구어체로 "D"라고 불림)가 추가되어, 10-야드 (9.15 m) 제한을 적용하는 데 도움이 되었다. 골키퍼는 골대 사이에 서 있어야 했다.
1939년, 공은 인플레이 상태가 되기 전에 둘레만큼 이동해야 한다고 명시되었다. 1997년에는 이 요구 사항이 제거되었다. 공은 차여 앞으로 움직이는 즉시 인플레이 상태가 되었다. 2016년에는 공이 "명확하게" 움직여야 한다고 명시되었다.
1995년, 다른 모든 선수들은 페널티 지점 뒤에 남아 있어야 했다. 스코틀랜드 축구 협회는 이 새로운 조항이 "현재 허용되는 페널티킥을 차는 시점에 페널티 마크 앞에 서 있는 선수들의 위치와 관련하여 발생한 다양한 문제를 제거할 것"이라고 주장했다.
1997년, 골키퍼는 다시 발을 움직일 수 있게 되었고, 키커를 향해야 했다.
페널티에 앞서 달려가는 동안 "페인팅"을 하는 문제는 1970년대 펠레에 의해 대중화되었고, 포르투갈어로 "작은 멈춤"을 의미하는 파라지냐(paradinha)라고 불렸다. 이는 1982년부터 국제 축구 평의회의 논쟁 대상이었는데, 당시에는 "선수가 달려가는 도중 멈추면 심판이 그를 비신사적 행위로 경고해야 하는 반칙"으로 결정되었다. 그러나 1985년에 동일한 기관이 입장을 번복하여 "페인팅이 반칙이라는 가정"은 "틀렸다"고 결정했으며, 어떤 경우가 비신사적 행위로 처벌되어야 하는지는 심판의 재량에 달려 있다고 밝혔다. 2000년부터 2006년까지 IFAB가 발표한 문서에는 페널티킥을 차기 위해 달려가는 동안 페인팅이 허용된다고 명시되어 있었다. 2007년에는 이 지침이 "심판의 판단에 따라 페인팅이 비신사적 행위로 간주되는 경우, 해당 선수는 경고를 받아야 한다"고 강조했다. 2010년에는 "선수들이 골키퍼를 속이기 위해 페널티킥을 차는 동작을 점점 더 많이 하는 경향"에 대한 우려 때문에 "상대방을 혼란시키기 위해 페널티킥을 차는 동작을 하는 것은 축구의 일부로 허용되지만", "선수가 달려가는 것을 마친 후 공을 차는 동작을 하는 것은 규칙 14 위반이자 비신사적 행위로 간주되어 선수는 경고를 받아야 한다"는 제안이 채택되었다.

### 요약
| 날짜 | 반칙 위치                      | 페널티킥 위치                         | 골키퍼 위치                    | 다른 선수들의 위치                                                    | 골키퍼는 발을 움직일 수 있다 | 키커는 공을 두 번 찰 수 있다 | 공은 뒤로 찰 수 있다 | 키커는 페인팅을 할 수 있다                  | 날짜 |
| ---- | ------------------------------ | ------------------------------------- | ------------------------------ | --------------------------------------------------------------------- | ---------------------------- | ---------------------------- | -------------------- | ------------------------------------------- | ---- |
| 1891 | 골라인에서 12 야드 (11 m) 이내 | 골라인에서 12 야드 (11 m) 떨어진 지점 | 골라인에서 6 야드 (5.5 m) 이내 | 공 뒤로 최소 6 야드 (5.5 m)                                           | 예                           | 예                           | 예                   | 비신사적 행위로 간주되지 않는 한            | 1891 |
| 1892 | 골라인에서 12 야드 (11 m) 이내 | 골라인에서 12 야드 (11 m) 떨어진 지점 | 골라인에서 6 야드 (5.5 m) 이내 | 공 뒤로 최소 6 야드 (5.5 m)                                           | 예                           | 아니요                       | 예                   | 비신사적 행위로 간주되지 않는 한            | 1892 |
| 1896 | 골라인에서 12 야드 (11 m) 이내 | 골라인에서 12 야드 (11 m) 떨어진 지점 | 골라인에서 6 야드 (5.5 m) 이내 | 공 뒤로 최소 6 야드 (5.5 m)                                           | 예                           | 아니요                       | 아니요               | 비신사적 행위로 간주되지 않는 한            | 1896 |
| 1902 | 페널티 에어리어 내             | 페널티 스폿에서                       | 골 에어리어 내                 | 페널티 에어리어 밖                                                    | 예                           | 아니요                       | 아니요               | 비신사적 행위로 간주되지 않는 한            | 1902 |
| 1905 | 페널티 에어리어 내             | 페널티 스폿에서                       | 골라인 위                      | 페널티 에어리어 밖                                                    | 예                           | 아니요                       | 아니요               | 비신사적 행위로 간주되지 않는 한            | 1905 |
| 1923 | 페널티 에어리어 내             | 페널티 스폿에서                       | 골라인 위                      | 페널티 에어리어 밖, 공에서 최소 10 야드 (9.15 m) 떨어짐               | 예                           | 아니요                       | 아니요               | 비신사적 행위로 간주되지 않는 한            | 1923 |
| 1930 | 페널티 에어리어 내             | 페널티 스폿에서                       | 골라인 위                      | 페널티 에어리어 밖, 공에서 최소 10 야드 (9.15 m) 떨어짐               | 아니요                       | 아니요                       | 아니요               | 비신사적 행위로 간주되지 않는 한            | 1930 |
| 1937 | 페널티 에어리어 내             | 페널티 스폿에서                       | 골라인 위                      | 페널티 에어리어 밖, 공에서 최소 10 야드 (9.15 m) 떨어짐               | 아니요                       | 아니요                       | 아니요               | 비신사적 행위로 간주되지 않는 한            | 1937 |
| 1982 | 페널티 에어리어 내             | 페널티 스폿에서                       | 골라인 위                      | 페널티 에어리어 밖, 공에서 최소 10 야드 (9.15 m) 떨어짐               | 아니요                       | 아니요                       | 아니요               | 아니요                                      | 1982 |
| 1985 | 페널티 에어리어 내             | 페널티 스폿에서                       | 골라인 위                      | 페널티 에어리어 밖, 공에서 최소 10 야드 (9.15 m) 떨어짐               | 아니요                       | 아니요                       | 아니요               | 비신사적/비스포츠적 행위로 간주되지 않는 한 | 1985 |
| 1995 | 페널티 에어리어 내             | 페널티 스폿에서                       | 골라인 위                      | 페널티 에어리어 밖, 공에서 최소 10 야드 (9.15 m) 떨어짐, 그리고 공 뒤 | 아니요                       | 아니요                       | 아니요               | 비신사적/비스포츠적 행위로 간주되지 않는 한 | 1995 |
| 1997 | 페널티 에어리어 내             | 페널티 스폿에서                       | 골라인 위                      | 페널티 에어리어 밖, 공에서 최소 10 야드 (9.15 m) 떨어짐, 그리고 공 뒤 | 예                           | 아니요                       | 아니요               | 비신사적/비스포츠적 행위로 간주되지 않는 한 | 1997 |
| 2010 | 페널티 에어리어 내             | 페널티 스폿에서                       | 골라인 위                      | 페널티 에어리어 밖, 공에서 최소 10 야드 (9.15 m) 떨어짐, 그리고 공 뒤 | 예                           | 아니요                       | 아니요               | 달려가는 것이 완료되지 않는 한              | 2010 |

### 페널티킥이 주어졌던 반칙
1891년 도입 이후, 페널티킥은 크게 두 가지 유형의 반칙에 대해 주어졌다.
- 핸드볼
- 신체 접촉을 포함하는 심각한 반칙

페널티킥으로 처벌 가능한 반칙의 수는 1891년 초에 적었지만 그 후 빠르게 확대되었다. 이는 일부 혼란을 야기했다. 예를 들어, 1891년 9월, 심판은 골키퍼가 "[화를 내고] 상대방을 걷어찼다"는 이유로 페널티킥을 주었지만, 1891년 법규에 따르면 이 반칙은 간접 프리킥으로만 처벌 가능했다.
아래 표는 1890년부터 1903년까지 핸드볼 또는 신체 접촉 관련 반칙에 대해 법규가 명시한 처벌을 보여준다.
| 날짜 | 핸드볼                 | 넘어뜨리기             | 밀기                   | 잡기                   | 선수를 차는 행위       | 선수에게 점프하여 부딪히기 | 뒤에서 차징            | 골키퍼의 기술적인 핸들링 위반 | 위험한 플레이 | 날짜 |
| ---- | ---------------------- | ---------------------- | ---------------------- | ---------------------- | ---------------------- | -------------------------- | ---------------------- | ----------------------------- | ------------- | ---- |
| 1890 | 간접 프리킥            | 간접 프리킥            | 간접 프리킥            | 간접 프리킥            | 간접 프리킥            | 간접 프리킥                | 간접 프리킥            | 간접 프리킥                   | 금지되지 않음 | 1890 |
| 1891 | 간접 프리킥 / 페널티킥 | 간접 프리킥 / 페널티킥 | 간접 프리킥            | 간접 프리킥 / 페널티킥 | 간접 프리킥            | 간접 프리킥                | 간접 프리킥            | 간접 프리킥                   | 금지되지 않음 | 1891 |
| 1893 | 간접 프리킥 / 페널티킥 | 간접 프리킥 / 페널티킥 | 간접 프리킥 / 페널티킥 | 간접 프리킥 / 페널티킥 | 간접 프리킥            | 간접 프리킥                | 간접 프리킥            | 간접 프리킥                   | 간접 프리킥   | 1893 |
| 1897 | 간접 프리킥 / 페널티킥 | 간접 프리킥 / 페널티킥 | 간접 프리킥 / 페널티킥 | 간접 프리킥 / 페널티킥 | 간접 프리킥            | 간접 프리킥                | 간접 프리킥 / 페널티킥 | 간접 프리킥                   | 간접 프리킥   | 1897 |
| 1901 | 간접 프리킥 / 페널티킥 | 간접 프리킥 / 페널티킥 | 간접 프리킥 / 페널티킥 | 간접 프리킥 / 페널티킥 | 간접 프리킥 / 페널티킥 | 간접 프리킥                | 간접 프리킥 / 페널티킥 | 간접 프리킥                   | 간접 프리킥   | 1901 |
| 1902 | 간접 프리킥 / 페널티킥 | 간접 프리킥 / 페널티킥 | 간접 프리킥 / 페널티킥 | 간접 프리킥 / 페널티킥 | 간접 프리킥 / 페널티킥 | 간접 프리킥 / 페널티킥     | 간접 프리킥 / 페널티킥 | 간접 프리킥                   | 간접 프리킥   | 1902 |
| 1903 | 직접 프리킥 / 페널티킥 | 직접 프리킥 / 페널티킥 | 직접 프리킥 / 페널티킥 | 직접 프리킥 / 페널티킥 | 직접 프리킥 / 페널티킥 | 직접 프리킥 / 페널티킥     | 직접 프리킥 / 페널티킥 | 간접 프리킥                   | 간접 프리킥   | 1903 |

1903년 이후, 수비 팀의 페널티 에어리어 내에서 페널티킥이 주어지는 반칙은 수비 팀의 페널티 에어리어 밖에서 직접 프리킥이 주어지는 반칙과 동일하게 되었다. 이는 핸드볼(골키퍼의 기술적인 핸들링 반칙 제외)과 파울 플레이로 구성되었으며, 다음 예외는 제외되었다(이러한 반칙은 페널티 에어리어 내에서 간접 프리킥으로 처벌됨).
- 위험한 플레이 (1903년부터)[65]
- 상대방의 진행을 방해/저지하는 행위 (1951년~2016년)[66] 및 접촉 없이 상대방을 방해하는 행위 (2016년부터)[67][68]
- 공을 플레이하지 않을 때 차징하는 행위 (1948년~1997년)[69][70]

## 같이 보기
- 승부차기
- 파넨카